# Paul McGuigan (hudebník)
Paul Francis McGuigan (*9. května 1971), známý pod přezdívkou Guigsy, je anglický hudebník a jeden ze zakládajících členů anglické rockové kapely Oasis. V letech 1991–1999 byl jejím baskytaristou.

## The Rain a Oasis (1991–1999)
Na konci osmdesátých let založil McGuigan kapelu se svými přáteli, kytaristou Paulem „Boneheadem“ Arthursem, zpěvákem Chrisem Huttonem, později se k nim přidal bubeník Tony McCarroll. Jako svůj název zvolili The Rain. Poté, co byl Hutton vyhozen, McGuigan do kapely přizval svého spolužáka Liama Gallaghera. Během svého dětství musel McGuigan kvůli svému irskému původu čelit rasismu.
Ačkoliv byl McGuigan na pódiu funkčním baskytaristou, na studiových nahrávkách byly jeho basové stopy často nahrazeny Noelem Gallagherem, především na albu Definitely Maybe, které neobsahuje vůbec žádné McGuiganovy basové stopy. McGuigan připustil, že během turné kouřil marihuanu.

## Období po Oasis (1999–současnost)
McGuigan opustil Oasis v roce 1999. Noel Gallagher tvrdí, že McGuigan dal z kapely výpověd po faxu a následující týdny se vyhýbal telefonátům od bratrů Gallagherových. McGuigan nyní žije v Mill Hill NW7 se svou manželkou a synem. Příležitostně vystupuje jako DJ.